# Bouarfa (Tizi Ouzou)
Pour les articles homonymes, voir Bouarfa.
Bouarfa (en berbère : Buɛerfa, en tifinagh : ⴱⵓⵄⴻⵔⴼⴰ, en arabe : بوعرفة) est un village kabyle algérien, de la commune Maâtkas, de la wilaya de Tizi Ouzou, dans la région de la Kabylie, située à 2,4 km au nord-est du Souk Elkhmis; centre de Maâtkas, au sud-ouest de la wilaya de Tizi Ouzou.

## Géographie

### Situation
Le village de Bouarfa est située au sud-ouest de la wilaya de Tizi Ouzou, à 2.4km du centre de la commune de Maâtkas vers le nord-est.
| Heddada    | Aneggah    | Agni N Wuffal |
| Heddada    | Bouarfa    | Agni N Wuffal |
| Ghendoussa | Ghendoussa | Agni N Wuffal |